# Ландри, Эли
Эли Ландри (англ. Ali Landry; 21 июля 1973, Бро-Бридж, Луизиана, США) — американская актриса и фотомодель, «Мисс США 1996 года».

## Ранние годы
Эли Ландри родилась в городе Бро-Бридж, Луизиана, где традиционно проживают каджуны, к которым относятся родители Эли Ландри. В 1991 году она окончила среднюю школу в Луизиане. В 1996 году стала победительницей конкурса Мисс США, на котором также получила титул «Мисс Фотогеничность». Также она училась в Университете Луизианы, входила в студенческое сообщество Каппа-Дельта.

## Карьера
После победы в конкурсе «Мисс США — 1996» Ландри оставила учёбу. С 1997 года она начала сниматься в кино. Также Эли снималась в рекламе чипсов Доритос в 1998, 1999 и 2000 годах. Эта реклама вышла в эфир во время трансляции супербоула в 1998 году, что способствовало популярности Эли. Она даже получила прозвище «Девушка из рекламы Доритос».
В 1998 журнал People назвал её одной из 50 самых красивых людей мира. Эли попала в рейтинг ста самых сексуальных женщин мира всех времен, составленный журналом FHM. Она дважды была названа в рейтинге ста самых сексуальных женщин мира журналом Stuff Magazine. Веб-портал Askmen.com назвал Ландри одной из 50 красивейших женщин мира и одной и 99 самых желанных женщин планеты.
Эли Ландри также много работала телевведущей: в 2001 году она вела еженедельное ток-шоу о музыке Farmclub.com, была ведущей телевизионной программы Full Frontal Fashion. Она вела конкурсы «Мисс США» в 1998—2000 и 2002 годах, «Мисс Вселенная» в 1998—2000 годах и «Юная мисс США» в 1998—2000 годах. В 2002 году Эли стала ведущей второго сезона шоу скрытой камеры Spy TV на канале NBC. В этом же году приняла участие в Бостонском марафоне, который преодолела за 5 часов 41 минуту 41 секунду.
С 2003 по 2006 год Ландри играла одну из главных ролей в комедийном сериале «Ив». В 2011 году она участвовала в специальном выпуске американского телевизионного шоу «Фактор страха», в котором заняла второе место.

## Личная жизнь
В апреле—мае 2004 года Эли была замужем за актёром Марио Лопесом. Их брак был аннулирован.
Со своим вторым мужем, режиссёром Алехандро Гомесом Монтеверде (род.1977) Эли познакомилась в церкви на группе по изучению Библии. Они обручилась в 2005 году на день поминовения в Мексике. 8 апреля 2006 года Эли вышла за него замуж. После свадьбы иногда использует двойную фамилию — Эли Ландри Монтеверде. У супругов есть трое детей: дочь Эстела Айнс Монтеверде (род.11 июля 2007) и два сына — Марсело Алехандро Монтеверде (род. 8 октября 2011) и Валентин Франческо Монтеверде (род.11 июля 2013).

## Фильмография
| Год       |     | Русское название          | Оригинальное название              | Роль                 |
| --------- | --- | ------------------------- | ---------------------------------- | -------------------- |
| 1997      | с   | Любовь и тайны Сансет Бич | Sunset Beach                       | Кензи                |
| 1997      | с   | Бестолковые               | Clueless                           | Тиффани              |
| 1997      | с   | Конан                     | Conan the Adventurer               | Райна                |
| 1998      | с   | Дерзкие и красивые        | The Bold and the Beautiful         | Амур                 |
| 1998      | с   | —                         | Significant Others                 | великолепная женщина |
| 1998      | тф  | —                         | Prime Time Comedy                  | ведущая              |
| 1998—2000 | с   | Золотые крылья Пенсаколы  | Pensacola: Wings of Gold           | Тери                 |
| 1999      | с   | Лучшие                    | Popular                            | Хизер                |
| 1999      | с   | Малькольм и Эдди          | Malcolm & Eddie                    | Келли Брэдфорд       |
| 2000      | с   | Два парня и девушка       | Two Guys, a Girl and a Pizza Place | девушка в прачечной  |
| 2000      | ф   | Красивая                  | Beautiful                          | Белинди Линдбрук     |
| 2000      | с   | Фелисити                  | Felicity                           | Натали               |
| 2001      | ф   | Хранитель душ             | Soulkeeper                         | Рыжая                |
| 2001      | с   | —                         | Inside Schwartz                    | Энн                  |
| 2002      | ф   | Репли-Кейт                | Repli-Kate                         | Кейт / клон Кейт     |
| 2002      | ф   | Опаздывать нельзя         | Outta Time                         | Белла                |
| 2002      | в   | Кто твои предки?          | Who’s Your Daddy?                  | Элисса Бауэр         |
| 2003      | с   | Криминальные гонки        | Fastlane                           | Хиллари              |
| 2003—2006 | с   | Ив                        | Eve                                | Рита Лефлер          |
| 2006      | ф   | Белла                     | Bella                              | Селия                |
| 2008      | с   | Мыслить как преступник    | Criminal Minds                     | Кейли Робинсон       |
| 2011      | кор | —                         | Crescendo I                        | учительница          |
| 2012      | ф   | Я снова                   | Me Again                           | Эйприл               |
| 2015      | ф   | —                         | Runaway Hearts                     | Глиннис              |
| 2015      | ф   | Малыш                     | Little Boy                         | Эва                  |
| 2018      | с   | Кевин подождёт            | Kevin Can Wait                     | Лиза                 |
| 2019      | с   | —                         | Chic Mama Drama                    | Эли                  |